# Dolní konzistoř
Jako dolní konzistoř (či také utrakvistická nebo kališnická konzistoř) je nazýván správní pomocný orgán administrátora utrakvistické církve v době, kdy římská kurie odmítala jmenovat na pražský stolec arcibiskupa i po roce 1561, kdy byl jmenován katolický arcibiskup Antonín Brus z Mohelnice. Protože katolická konzistoř (s administrátory pro katolíky) sídlila na Hradčanech, říkalo se jí horní konzistoř. Kališnická na Starém Městě pražském v Karlově koleji byla označována jako dolní. Dolní konzistoř fungovala od roku 1471 do roku 1621.
Pevnou strukturu dolní konzistoř získala v roce 1478, kdy administrátor Václav Koranda ml. určil, že nadále má být členy konzistoře osm kněží a čtyři univerzitní mistři. Tito měli řídit činnost utrakvistických kněží na českém území. Jako prostředníci mezi pražským ústředním orgánem a jednotlivými kněžími sloužily kališnické děkanáty v čele s děkany. Konzistoř, resp. administrátor v jejím čele se snažili většinou neúspěšně zasahovat i do církevní správy na Moravě, kde kněží spíše podléhali své vrchnosti.
Mezi hlavní činnosti konzistoře patřilo:
- potvrzovat kněze u jednotlivých far
- ukládat kněžím rady a povinnosti týkající se např. chování vůči katolíkům či naopak radikálům
- pořádání kališnických synod
- ukládání pokut za drobné přestupky kněží
- konání soudů ve vážnějších případech, kdy kališničtí kněží přestoupili své pravomoci, nedodržovali povinnosti či se chovali nemravně (dolní konzistoř disponovala i vlastním vězením)
- rozluky manželství

Administrátory i členy dolní konzistoře od roku 1562 jmenoval král, nedbaje na dosavadní zvykové právo stavů. Teprve Rudolfův majestát (1609) vrátil dolní konzistoř do moci stavů.